# BOYMEN NINJA
「BOYMEN NINJA」（ボイメン・ニンジャ）は、日本の男性グループ・BOYS AND MENの楽曲。CDシングルは2016年1月6日に、所属事務所のレーベルFortune Recordsが発売元、ユニバーサルミュージックが販売元、という形式で発売された。BOYS AND MENの15作目のシングルで、メジャーシングルとしては2作目となる。

## 背景とリリース
「BOYMEN NINJA」は、2015年に東海テレビで放送された「BOYS AND MENが忍者となり、東海・北陸地方の観光地『昇龍道』で修行を重ねる」という内容のロケーション・バラエティ『忍者ボイメンくん 〜昇龍道で修行でござるよ〜』のエンディング・テーマとして発表された楽曲である。CDジャケットやミュージック・ビデオ、楽曲パフォーマンスなどにおいて、BOYS AND MENが番組と同様に忍者風の衣装に扮している。
2015年10月、BOYS AND MEN公式サイトにおいて、2016年の第1弾シングルとして本作の発売を発表。メジャー流通シングルとしては、マーベラスより発売された「ARC of Smile!」から約7か月ぶりで、Fortune Recordsよりインディーズで発売された「stand hard! 〜オレらの憧れ竜戦士〜」・「お願いよ!Oh Summer!」の2作を挟んでのリリースとなる。CDシングル発売発表当初は、販売元はユニバーサルミュージック内のレーベルVirgin Recordsと告知されていたが、実際にはユニバーサルミュージックからの販売となった。
シングルCDは、Type-A・-B・-Cの3形態で発売された。Type-Aはミュージック・ビデオを収録したDVDが付属する。Type-BのカップリングにはBOYS AND MENの派生ユニット・Yankee5の楽曲を収録、Type-Cのカップリングには同じく派生ユニット・誠の楽曲が収録されている。Type-A・-B・-Cでは、ジャケットが全て異なる。Type-Aは、『忍者ボイメンくん 〜昇龍道で修行でござるよ〜』での忍者姿のBOYS AND MEN。Type-BのジャケットはYanKee5、Type-Cのジャケットは誠と、それぞれのカップリングに収録された派生ユニット仕様のものになっている。Type-Bのカップリング「ニッシンゲッポー」は1970年代を意識したダンスナンバーであるため、ジャケットはパンタロンや厚底靴など当時の流行を取り入れた衣装でサイケデリックなデザインが施されている。
「BOYMEN NINJA」のシングルCDはユニバーサルミュージック販売のメジャー流通作品であるが、次作「Wanna be!」はキングレコードからの発売となる。

## 制作
「BOYMEN NINJA」は、YUMIKOと福井元気により作詞、福井元気により作曲されている。YUMIKOはシングル収録曲すべての作詞のほか、プロデュースとディレクションを担当。作曲者の福井元気は、BOYS AND MENが「“ヤンキースタイル”の代表曲」としている「ヤンファイソーレ」や、7thシングル「シャウッティーナ」などの作曲を手がけている。「BOYMEN NINJA」とカップリング「ニッシンゲッポー」は、高橋秀幸がコーラスを担当している。
楽曲は「忍者」をテーマにしている。BOYS AND MENは楽曲について「曲全体はコミカルで、どこか非現実的」「歌詞の中には、日本文化や日本語が分からない海外の人にも伝わるフレーズがある」などと解説している。

## プロモーション
「BOYMEN NINJA」リリースにあたり、グループの活動拠点である東海地方で2015年10月末よりリリースイベントを開催し、以降、関東や関西、金沢などでもイベントを開催した。2016年1月4日にお台場・ヴィーナスフォートで開催したイベントは約1000人を動員し、その中で2017年1月に日本武道館での公演が決定したことを報告、「全国制覇」という目標を書き初めで披露した。
名古屋市内のイオンモール熱田において、2015年12月4日より約1か月間、グループと店舗のコラボレーション企画『BOYS AND MEN感謝感激祭 3 third』が開催された。同店舗でもリリースイベントが多く開催され、2016年1月10日の最終イベントは、イオンモール熱田の特設会場に約3500人の観客を動員した。
2015年12月6日にニコニコ生放送において、同月21日にAmebaFRESH!Studioにて、「BOYMEN NINJA」リリース記念特別番組を放送した。
メンバーの若菜太喜は持病療養のために本作プロモーション時期の2015年12月16日より休養に入り、それ以降リリースイベント、ライブ、メディア出演などの活動を休止した。

## メディアでの使用
「BOYMEN NINJA」は、東海テレビ『忍者ボイメンくん 〜昇龍道で修行でござるよ〜』エンディング・テーマのほか、テレビ朝日『お願い!ランキング』2015年12月度エンディング・テーマとして使用された。Type-Cカップリング「DESEO」は、BOYS AND MEN全員が主演を務める配信ドラマ『キスのカタチ』の主題歌に起用された。

## チャート成績
「BOYMEN NINJA」のシングルCDは、Billboard Japan週間セールスシングルチャート1位、オリコンCDシングル週間ランキング1位を記録。2012年2月のインディーズデビューから4年でグループ初のCDチャート1位獲得となった。
オリコンスタイルは、「BOYMEN NINJA」CDは発売初週において約10.2万枚を売り上げ、（メジャー流通シングルとしての）前作「ARC of Smile!」の累計売上の3倍を上回る売上を記録したと発表。同じ週にアルバム週間ランキングで2位を記録したDa-iCEや、CD発売ごとに順位を上げているEBiDANらと合わせ、「男性グループの新勢力の台頭」という見解も発表した。
しかし、発売第2週のオリコンチャートでは194位まで下落。のちにONE N' ONLYの「Dark Knight」が初登場1位から翌週200位圏外に転落するまで、初登場1位からのランクダウンとしては、2011年5月発売のぱすぽ☆「少女飛行」の1位→102位を超える当時の歴代ワースト記録となってしまった。

## 収録曲

### Type-A
1. 「BOYMEN NINJA」（作詞：YUMIKO・福井元気、作曲：福井元気、編曲：大石憲一郎） – 3:46
2. 「BOYMEN NINJA カラオケバージョン」 – 3:46

### Type-B
1. 「BOYMEN NINJA」
2. 「ニッシンゲッポー」（YanKee5、作詞：YUMIKO、作曲：坂本隼一、編曲：杉山圭一） – 3:52

### Type-C
1. 「BOYMEN NINJA」
2. 「DESEO」（誠、作詞：YUMIKO、作曲：Hiya & Katsuma、編曲：高橋諒） – 4:19